# Karl Erich Hupka
Karl Erich Hupka, kurz Erich Hupka (* 1884 in Oberschlesien; † 1919 auf See bei Südafrika) war ein deutscher Physiker. Er war der Vater des Journalisten und Politikers Herbert Hupka.

## Leben
Erich Hupka studierte Physik an der Friedrich-Wilhelms-Universität zu Berlin. Er war ein Student von Max Planck, der im Jahr 1905 als Erster für Albert Einsteins Relativitätstheorie in einem Kolloquium an der Humboldt-Universität zu Berlin Partei ergriffen hatte. In den darauffolgenden Jahren veröffentlichte Planck mehrere Schriften, in denen er weitere Schlussfolgerungen aus Einsteins Theorie darlegte. Es gelang ihm, Erich Hupka dafür zu interessieren, über die spezielle Relativitätstheorie eine Dissertation zu verfassen. Hupka hat am Physikalischen Institut unter Heinrich Rubens Messungen an Kathodenstrahlen zur Geschwindigkeitsabhängigkeit der Elektronenmasse durchgeführt.
Im Gegensatz zu Walter Kaufmann und Alfred Bucherer benutzte Hupka 1909 Kathodenstrahlen von bis zu 0,5 Coulomb für seine Experimente. Die von einer Kupferkathode erzeugten Strahlen wurden von einem Feld zwischen Anode und Kathode einer evakuierten Entladungsröhre beschleunigt. Die Anode diente dabei als Diaphragma, das von den Strahlen mit konstanter Geschwindigkeit passiert wurde und welches das Schattenbild von zwei Wollaston-Drähten auf einen Phosphoreszenzschirm hinter einem zweiten Diaphragma warf. Wenn ein Strom hinter dem Diaphragma erzeugt wurde, wurden die Strahlen abgelenkt und das Schattenbild verschob sich. Die Daten stimmten mit der Lorentz-Einstein-Formel überein, doch Hupka ergänzte, dass sein Experiment keine definitive Entscheidung bringen konnte. Im Jahr 1909 wurde er als Plancks Doktorand mit der Doktorarbeit Die träge Masse bewegter Elektronen zum Doktor (Dr. phil.) promoviert.
Im Jahr 1914 hat er einen Ruf an die deutsch-chinesische Hochschule in Tsingtau erhalten. Im Juli 1914, also kurz vor Ausbruch des Ersten Weltkriegs, trat er mit seiner Ehefrau Therese (geb. Rosenthal), die mehrwöchige Schiffsreise auf einem niederländischen Schiff an. In Colombo auf Ceylon (heute Sri Lanka) wurde die Familie von der britischen Kolonialmacht interniert. Das Ehepaar wurde in die britische Garnisonsstadt Diyatalawa verlegt, wo am 15. August 1915 der Sohn Herbert geboren wurde. Anschließend kam die Familie Hupka nach Australien in das Molonglo Internment Camp am Molonglo River westlich von Canberra. Während der Schifffahrt nach Preußen erlag Karl Hupka 1919 an Bord des Transatlantik-Passagierdampfers Kursk auf der Höhe von Durban einer Lungenpest; es folgte eine Seebestattung auf dem Indischen Ozean.
Er war von 1906 bis 1918 ein Mitglied der Deutschen Physikalischen Gesellschaft (DPG).

## Schriften
- Die träge Masse bewegter Elektronen. (zugleich Inauguraldissertation zur Erlangung der Doktorwürde, genehmigt von der Philosophischen Fakultät der Friedrich-Wilhelms-Universität zu Berlin), Metzger & Witting, Leipzig 1909. OCLC 1075669173
- mit Heinrich Fassbender: Magnetische Untersuchungen im Hochfrequenzkreis. Barth, Leipzig 1912
- mit Heinrich Fassbender: Aufnahme von Schwingungskurven kleiner Amplituden. Hirzel, Leipzig 1912.
- mit Heinrich Fassbender: Verfahren zur Bestimmung von Hysteresiskurven bei elektr. Schwingungen. Braunschweig 1912.
- mit Heinrich Fassbender: Nachweis von Schwingungen erster und zweiter Art am Poulsenbogen. Hirzel, Leipzig 1913.
- mit Wilhelm Steinhaus: Beitrag zur Kenntnis der Natur der Röntgenstrahlen. Vieweg, Braunschweig 1913.
- Über Erscheinungen, welche bei der Reflexion von Röntgenstrahlen an Kristallen auftreten. Some phenomena connected with reflected X-rays. Vieweg, Braunschweig 1913. (deutsch / englisch)
- mit Wilhelm Steinhaus: Systems of Lines obtained by Reflections of  X-rays. Charlottenburg 1913. doi:10.1038/091010b0
- mit Wilhelm Steinhaus: Erzeugung von Interferenzfranzen durch Röntgenstrahlen. Braunschweig 1913.
- Über den Durchgang von Röntgenstrahlen durch Metalle. Hirzel, Leipzig 1914.
- Die Interferenz der Röntgenstrahlen. Mit 33 Abbildungen und 1 Doppeltafel. F. Vieweg & Sohn, Braunschweig 1914. / Neuauflage; ISBN 978-3-663-02179-7.